# Auersmacher Tiefenbach
Der Auersmacher Tiefenbach ist ein gut ein Kilometer langer, östlicher und rechtsseitiger Zufluss der Saar. Er verläuft an der Grenze zwischen den beiden Ortsteilen Auersmacher und Kleinblittersdorf der gleichnamigen Gemeinde.

## Geographie

### Verlauf
Der Tiefenbach ist ein Zusammenfluss von zwei Bächen, die denselben Namen tragen. Beide Bäche entspringen auf einer Anhöhe bei Kleinblittersdorf.
Kurz nach dem Zusammenfluss durchfließt der Bach die Tiefenbachklamm, an welcher der Blies-Grenz-Weg entlang führt.
Daraufhin führt er an der Grenze der besiedelten Fläche von Auersmacher vorbei, wobei er in den Weiher im Robert Jeanrond Bürgerpark mündet. Daraufhin fließt er unterirdisch weiter, unterfließt noch die B 51 und danach die Gleisanlagen der Saarbahn und mündet schließlich auf einer Höhe von etwa 197 m ü. NHN von rechts in die aus dem Süden heranziehende Saar.
Sein etwa 1,2 km langer Lauf endet circa 120 Höhenmeter unterhalb seiner Quelle, er hat somit ein mittleres Sohlgefälle von 97 ‰.

### Einzugsgebiet
Das 1,02 km² große Einzugsgebiet des Auersmacher Tiefenbachs liegt im Saar-Blies-Gau und im Mittleren Saartal. Es wird über die Saar, die Mosel und den Rhein zur Nordsee entwässert.
Es grenzt
- im Nordosten an das des Brucherbachs, der in die Blies mündet
- im Südosten an das der Blies selbst, die in die Saar mündet
- im Nordwesten an das des Saarzuflusses Klamm
- und im Norden an das des Scheerbachs, ebenfalls ein Zufluss der Saar.

## Trinkwasser
An dem Auersmacher Tiefenbach befinden sich drei Bohrungen. Diese Bohrungen haben jeweils eine Tiefe von 140, 256 und 365 Metern. Das von dort bezogene Wasser wird im Wasserwerk Auersmacher aufbereitet und versorgt die Ortsteile Auersmacher, Sitterswald und Rilchingen-Hanweiler mit Trinkwasser.